# New Home (Teksas)
New Home – miasto w Stanach Zjednoczonych, w stanie Teksas, w hrabstwie Lynn.